# John Isaac Thornycroft

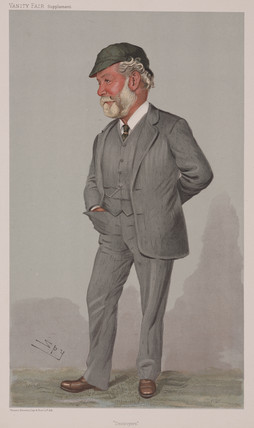
John Isaac Thornycroft, Karikatur aus Vanity Fair, 1910

Sir John Isaac Thornycroft (* 1. Februar 1843 in Rom; † 28. Juni 1928 in Bembridge, Isle of Wight) war britischer Ingenieur. Er war der Begründer der modernen Technik von Torpedobooten.
Thornycrofts Eltern waren die Bildhauer Thomas (1815–1995) und Mary Thornycroft (1814–1895). Auch mehrere seiner Geschwister schlugen eine Laufbahn in den Künsten ein: die Bildhauerin und Malerin Alyce Thornycroft (1844–1906), die Malerin und Bildhauerin Helen Thornycroft (1848–1937) und die Malerin Theresa Thornycroft (1853–1947) waren seine jüngeren Schwestern und der Bildhauer Hamo Thornycroft (1850–1925) sein jüngerer Bruder.
Er schuf grundlegende Verbesserungen in der Konstruktion und Maschinerie von Torpedobooten der Royal Navy und baute das erste Torpedoboot für diese.
Auf seiner eigenen Werft (John I. Thornycroft & Company) begann er in den 1870ern, Torpedoboote zu bauen. Das erste wurde 1876 von der italienischen Marine in Dienst gestellt, 1877 zog die Royal Navy nach. In den nächsten Jahren baute er mehrere hundert Boote dieses Typs für verschiedene Flotten der Welt. Seine Werft fusionierte 1966 mit der Vosper-Werft zum Rüstungskonzern Vosper Thornycroft, der 2002 in VT Group umbenannt wurde.
1864 baute er seine ersten dampfgetriebene Automobile. Daraus ging eine Firma hervor, die zwar mehrmals den Besitzer wechselte, unter dem Namen Thornycroft aber u. a. noch mit Landmaschinen handelt. 1877 ließ er sich als erster den Plan für ein Luftkissenboot patentieren, baute aber keines.
Er war zu seiner Zeit so bekannt, dass Jules Verne sich auf seine Konstruktion bezog:

„Doch in einem wichtigen Punkt unterschied sich Doktor Antekirrts Boot von den Thornycroft-Schiffen: Während jene mit überhitztem Wasserdampf als Antriebskraft arbeiteten, nutzte er die Elektrizität.“

1902 wurde er als Knight Bachelor geadelt.
Seine Kinder John Edward Thornycroft (1872–1960) und Blanche Thornycroft (1873–1950) wurden ebenfalls Ingenieure und setzten die Arbeit ihres Vaters im Familienunternehmen fort. Ein drittes Kind, Thomas Thornycroft (1881–1955), gewann als Motorbootfahrer auf einem Boot der Werft seines Vaters zwei olympische Goldmedaillen.